# Manzanilla (vino)
La manzanilla è un vino secco fatto con il vitigno Palomino e invecchiato sotto uno strato di lieviti chiamato "velo di fiori" e che ha il nome di "allevamento biologico". È tipico dell'area di Jerez in Andalusia.

## Caratteristiche
La manzanilla è un vino molto pallido con aroma caratteristico, pallido e leggermente palato, secco e leggermente acido, con una gradazione che, secondo la sua regolamentazione, può variare tra il 15 e il 17% in volume di alcol. È il più leggero di tutti i vini di Jerez, ideale per accompagnare l'aperitivo. Le sue caratteristiche sono il risultato del processo a bassa fioritura che viene presentato in concomitanza con il suo invecchiamento nelle cantine di Sanlúcar de Barrameda.